# Vol TWA 553
Le vol TWA 553 était un vol intérieur régulier, assuré par un Douglas DC-9 de la compagnie aérienne Trans World Airlines (TWA), effectuant la liaison entre New York et Chicago, avec plusieurs escales prévues à Harrisburg et Pittsburgh, en Pennsylvanie, et à Dayton, dans l'Ohio.
Le 9 mars 1967, alors qu'il était en approche vers Dayton, à environ 29 miles (47 km) de l'aéroport, l'appareil a subi une collision en vol avec un Beechcraft Baron, un petit avion de l'aviation générale, à proximité d'Urbana, dans l'Ohio. Les 25 personnes à bord du DC-9 et le seul occupant du Beechcraft ont tous été tués dans l'accident.

## Déroulement du vol
Le vol 553 a décollé de l'aéroport international de Pittsburgh, à destination de l'aéroport international de Dayton. Après avoir dépassé Columbus, dans l'Ohio, l'équipage a été autorisé à descendre du niveau de vol (FL) 200 (environ 20 000 pieds (6 000 m)) au niveau de vol FL30 (3 000 pieds (900 m)).
Le vol 553 s'est déroulé dans un espace aérien non contrôlé, mais sous le contrôle radar de l'aéroport de Dayton, qui a informé les pilotes de la présence, à un mile (1 600 m) du DC-9, d'un autre avion, opérant selon les règles de vol à vue (VFR), situé devant eux et légèrement sur leur droite, environ 18 secondes avant la collision. L'équipage a accusé réception de l'avis de circulation.

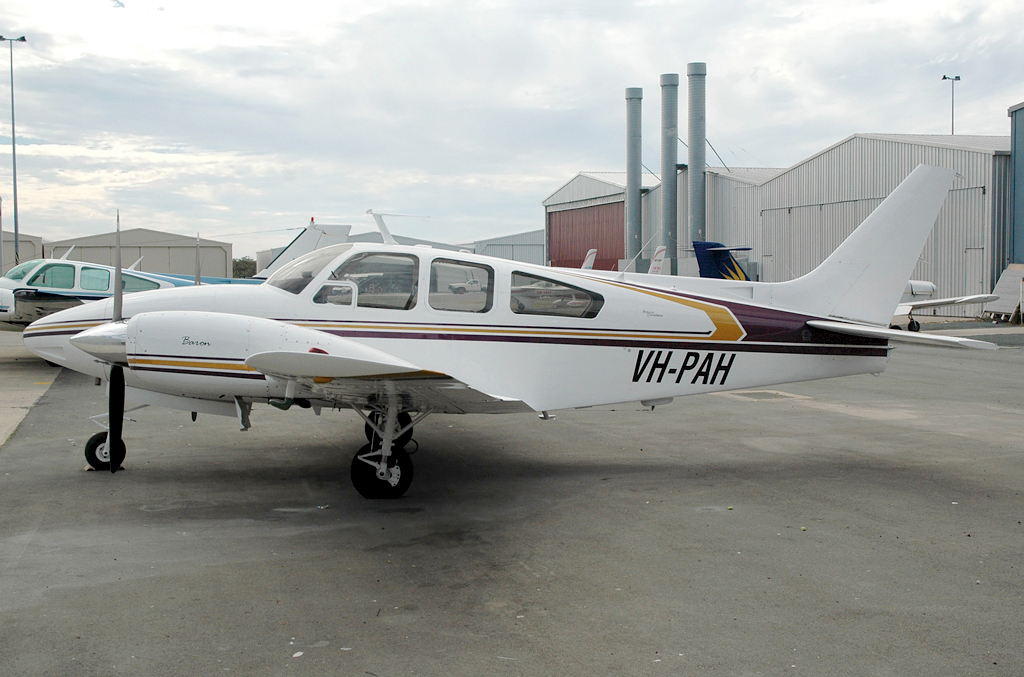
Un Beechcraft Baron 55, similaire à celui impliqué dans l'accident

Alors que le vol 553 descendait à 4 500 pieds (1 400 m), à une vitesse de 323 nœuds (598 km/h) et en direction du sud-ouest, le côté avant droit du DC-9 est entré en collision avec le côté arrière gauche d'un Beechcraft Baron 55, qui volait en direction sud.
La violence du choc a pulvérisé le Beechcraft, qui s'est disloqué lors de sa chute ; plusieurs morceaux du petit avion ont pénétré la section avant du fuselage du DC-9 et détruit l'intégrité du système de commandes de vol. L'appareil a ensuite entamé un virage à gauche en perdant rapidement de l'altitude, avant de s'écraser et d'exploser au sol.
Les débris des deux avions sont tombés dans le canton de Concord (en), une zone rurale au nord-ouest d'Urbana, dans le comté de Champaign. La collision s'est produite juste au nord-est de l'intersection de Melody Lane et Woodville Pike.

## Enquête et causes de l'accident
Les règles de vol à vue (VFR) étaient en vigueur au moment de l'accident, ce qui signifie que les pilotes des deux avions avaient la responsabilité de « se voir et de s'éviter ». De plus, le contrôleur radar a déclaré qu'il n'avait vu le Beechcraft sur son écran radar que 22 secondes avant l'accident. Les contrôleurs ont également déclaré que la zone proche du lieu de l'accident était une zone dans laquelle les petits avions pouvaient être difficiles à détecter au radar, mais les vérifications en vol dans la zone se sont révélées peu concluantes.
Le Conseil national de la sécurité des transports (NTSB) a enquêté sur l'accident et a déterminé qu'en raison du taux de descente élevé du DC-9, les pilotes n'étaient pas en mesure de voir l'autre appareil à temps pour éviter la collision.
Les conditions météorologiques dans la régions comprenaient des nuages minces et largement dispersés, avec la présence de brume réduisant la visibilité entre 6 et 7 miles (10 à 11 km), soit le double de la visibilité de 3 miles (5 km) requise pour un vol en conditions VFR.

## Conséquences
Adoptée en 1961, à la suite de la collision aérienne de New York survenue l'année précédente, la Federal Aviation Regulations (FAR) Part 91.85 imposait des restrictions de vitesse à une altitude inférieure à 10 000 pieds (3 000 m), dans un rayon de 48 km autour d'un aéroport de destination.
Après l'accident du vol 553, il était désormais interdit à tous les avions de ligne évoluant à une altitude inférieure à 10 000 pieds (3 000 m) de dépasser 250 nœuds (460 km/h). Cet accident a également influencé la décision de la Federal Aviation Administration de créer des zones de contrôle terminal, ou TCA (maintenant appelées espace aérien de classe B), autour des aéroports les plus fréquentés du pays.
Cependant, l'espace aérien autour de Dayton n'est pas devenu une TCA, n'ayant subi que des changements mineurs jusqu'à ce qu'il soit reclassé en espace aérien de classe C à la fin des années 1980.